# 井上哲央
井上 哲央（いのうえ てつお）は、日本の映像作家。映像制作会社カラーフィールド代表。

## 概要
広告代理店、映像制作会社を経て、1997年にフリーランスとして独立。2001年、有限会社カラーフィールドを設立。
EXILE、Cocco、Superfly、eastern youth、クロマニヨンズ、浜崎あゆみ、CHEMISTRY、AKB48、関ジャニ∞、KinKi Kidsなど、数々のミュージックビデオを手がける。
2010年、Coccoの完全自主制作映像作品「Inspired Moveis」をプロデュース／ディレクション。
ライブハウス「下北沢ガーデン」（株式会社ロウティック）代表。

## 作品
青山テルマ
NEVER GONNA LET YOU GO /Demarco feat.青山テルマ（2010年）、ずっと。（2011年）
Akeboshi
Rusty lance（2005年）
安倍なつみ
22歳の私（2003年）
絢香
melody（2006年）、Real voice（2006年）、Jewelry day（2007年）
おかえり（2008年）
絢香×コブクロ
WINDING ROAD（2007年）
嵐
とまどいながら（2003年）
アンダーグラフ
ジャパニーズ ロック ファイター（2008年）、心の瞳（2009年）
伊藤由奈
I Don't Want To Miss A Thing（2010年）、守ってあげたい（2010年）
INORAN
Daylight（2010年）
eastern youth
青すぎる空（1997年）、風の中（1999年）、静寂が燃える（1999年）、踵鳴る（2001年）、世界は割れ響く耳鳴りのようだ（2002年）、一切合切太陽みたいに輝く（2003年）、沸点36℃（2007年）
EXILE
EXIT(2005年）、Lovers Again(2007年)、道（2007年）、Ti Amo（2008年）
EXILE ATSUSHI
いつかきっと・・・(2011年）、MELROSE〜愛さない約束〜（2012年）、Beautiful Gorgeous Love(2016年）
AKB48
今度こそエクスタシー（2013年）、細雪リグレット（2013年）、ロンリネスクラブ（2014年）、履物と傘の物語（2015年）、バレバレ節（2015年）、一歩目音頭（2015年）、あまのじゃくバッタ（2015年）、Set me free（2016年）
A.B.C-Z
Black Sugar （Music Clip＆Dance Clip・2019年）
NGT48
暗闇求む（2017年）
大塚愛
ポケット（2007年）、クラゲ、流れ星（2008年）
奥華子
ガーネット（2006年）
鬼束ちひろ
Sign（2003年）
OBLIVION DUST
Never Ending（2008年）
関ジャニ∞
LIFE〜目の前の向こうへ〜（2010年）、ココロ空モヨウ（2013年）、侍唄 さむらいソング（2015年）、NOROSHI（2016年）、応答セヨ（2017年）
柏木由紀
ショートケーキ（2013年）
杏子
アヴァンギャルド（2006年）、ENAMEL（2008年）
KinKi Kids
Harmony of December（2006年）、道は手ずから夢の花（2016年）
久保田利伸
Respect(This&That)（2002年）、Our Christmas（2003年）
クラッシュ・イン・アントワープ
戦ぎの手紙（20**年）
K
Only Human（三木孝浩との合作・2005年）
ケツメイシ
出会いのかけら（2008年）、仲間（2010年）
CHEMISTRY
君をさがしてた 〜New Jersey United〜（2002年）、My Gift to You（2002年）、YOUR NAME NEVER GONE（2003年）
mirage in blue（2004年）、白の吐息（2004年）
倖田來未
m・a・z・e（2002年）、real emotion（2003年）、Crazy 4 U（2004年）
キューティーハニー（2004年）
Cocco
星に願いを（2000年）、Rainbow（2001年）、音速パンチ（2006年）、ジュゴンの見える丘（2007年）、絹ずれ（2009年）、ニライカナイ（2010年）、Inspired movies（2011年）、ありとあらゆる力の限り（2014年）、有終の美（2016年）
コブクロ
ここにしか咲かない花（2005年）
古明地洋哉
空砲（2005年）
THE イナズマ戦隊
あの夏の日々（2005年）、オマモリ（2005年）
ザ・クロマニヨンズ
紙飛行機（2007年）、ギリギリガガンガン（2007年）、スピードとナイフ（2008年）、ナンバーワン野郎!（2011年）
SOUTH BLOW
春風（2006年）
Sound Schedule
幼なじみ（2002年）、ピーターパン・シンドローム（2002年）、ことばさがし（2003年）
さらばピニャコラーダ（2003年）、アンサー（2005年）、甘い夜（2006年）
崎本大海
サヨナラ（2010年）
THE BACK HORN
罠（2007年）
SAYAKA（神田沙也加）
水色（2004年）、上弦の月（2005年）
樹海
あなたがいた森（2006年）、恋人同士（2006年）、咲かせてはいけない花（2007年）
JYONGRI
無敵な愛（2009年）
SEXY ZONE
忘れられない花（2017年）
SINGER SONGER
オアシス（2005年）
Superfly
ハロー・ハロー（2007年）、マニフェスト（2007年）、i spy i spy （Superfly×JET名義・2007年）
Skoop On Somebody
Tears of JOY（2002年）、ぼくが地球を救う〜Sounds Of Spirit〜（2002年）
SQUAREHOOD
オレンジDays（2009年）
suzumoku
真面目な人（2011年）
スノープリンス合唱団
Snow Prince（2009年）
SOURCE
We are all alone（2005年）、RIVER（2006年）
sona
コエヲキカセテ（2005年）
太陽族
友達よ（2004年）
竹内めぐみ
長月（2003年）
DOUBLE
Driving All Night（2002年）、destiny（2003年）
辻詩音
Candy kicks（2008年）、Sky chord 〜大人になる君へ〜（2009年）、M/elody（2009年）
ほしいもの（2009年）
DEEP
君じゃない誰かなんて〜Tejina〜（2011年）
テゴマス
魔法のメロディ（2011年））
Demarco feat. Thelma Aoyama
NEVER GONNA LET YOU GO（2010年）
東方神起
Bolero（2009年）、SHINE（2007年）、BREAK OUT!（2010年）
東京女子流
Limited addiction（2011年）
堂本光一
LOVE CRIES（2012年）、SHOW ME UR MONSTER（2015年）
DREAMS COME TRUE
SUNSHINE（2005年）
AAA
チューインガム（2006年）
中澤裕子
東京美人（2002年）
ナナムジカ
Ta-lila 〜僕を見つけて〜（2006年）、くるりくるり（2006年）、僕達の舞台（2006年）
NEWS
チャンカパーナ（2012年）、四銃士（2015年）
ノースリーブス
Lie（2010年）
ハシケン
ミソラ（2003年）
Hanah
愛されたくて愛したいだけ（2010年）、あいたい気持ち（2010年）
PaniCrew
BASKET BALL（2002年）
浜崎あゆみ
Moments（2004年）、INSPIRE（2004年）、Step You（2005年）
Rainy Day（2006年）、talkin' 2 myself（2007年）、Marionette（2008年）
baroque
我伐道（2003年）、ila.（2004年）、ガリロン（2004年）
BUNGEE JUMP FESTIVAL
七月七日（2002年）
BIGMAMA
Step-out Shepherd（2018年）
hitomi
GO MY WAY（2006年）
平川地一丁目
運命の向こう（2006年）
FAKE?
JUST LIKE BILLY（2004年）、PULSE（2005年）
Foxxi misQ
ULTIMATE GIRLS（2006年）
FoZZtone
平らな世界（2007年）、黒点（2007年）、ELEVATOR（2008年）
音楽（2009年）
藤井フミヤ
君が僕を想う夜（2005年）
フリーウェイハイハイ
彼方へ（2004年）
PE'Z
1・2・MAX（2010年）
BENI
Ti Amo（2012年）
BoA
Girls On Top（2005年）
MAX
Festa（2003年）
麻波25
ミドリノホシ（麻波25 feat.MIE名義・2002年）、A HAPPY DAY（2002年）、Making the Road（2004年）
MERRY
コールing（2006年）、木洩れ日が僕を探してる…（2007年）
メロン記念日
夏の夜はデインジャー!（2002年）
モーニング娘。
浪漫 〜MY DEAR BOY〜（2004年）
モーニング娘。さくら組
晴れ 雨 のち スキ ♡（2003年）
安田奈央
真夜中のひだまり（2012年）
矢野顕子
おいてくよ（2004年）、PRESTO（2006年）
ユンナ
手をつないで（2006年）
RAG FAIR
降りそうな幾億の星の夜（2006年）
LEGO BIG MORL
Ray（2009年）、溢れる（2009年)、あなたがいればいいのに（2017年）

## 関連人物
- UGICHIN
- 大橋洋生
- 北平誠治
- 児玉裕一
- 須永秀明
- 須藤カンジ
- モリ★カツ